# The Shielding Shadow
The Shielding Shadow (No Brasil: Ravengar) é um seriado estadunidense de 1916, no gênero ação, dirigido por Louis J. Gasnier e Donald MacKenzie. Produzido pela Astra Film Corporation, foi distribuído pela Pathé Exchange e estreou em 1 de outubro de 1916.

## Enredo
A história divide-se em 15 capítulos, envolvendo a heroína sendo protegida por uma "sombra com olhos que queimam". Há também na trama um manto de invisibilidade, cenas de hipnotismo e um polvo gigante.

## Elenco
- Grace Darmond – Leontine
- Ralph Kellard – Jerry Carson, também conhecido como “Ravengar”
- Léon Bary – Sebastian Navarro
- Madlaine Traverse – Barbara
- Lionel Braham
- Frankie Mann – Cantora do Cabaré
- Leslie King
- Hallen Mostyn
- Madeline Francine

## Capítulos
1. "The Treasure Trove”[3]
2. "Into The Depths”
3. “The Mystic Defender”
4. “The Earthquake”
5. “Through Bolted Doors”
6. “The Disappearing Prisoner”
7. “The Awakening”
8. “The Hauting Hand”
9. “The Incorrigible Captive”
10. "The Disappearing Mantle”
11. “The Great Sacrifice”
12. “The Stolen Shadow”
13. “The Hidden Menace”
14. “Absolute Black”
15. “Who is the Shielding Shadow?”

## Histórico
A maioria dos capítulos deste seriado está perdida, restando apenas os capítulos 4, 10, 11, 14 e 15, conforme registrado em Treasures from the Film Archives, de Ronald S. Magliozzi.
Uma coprodução franco-americana, The Shielding Shadow foi diretamente inspirada por outro seriado mudo, Judex — produzido pela Gaumont, concorrente da Pathé Exchange — cujo primeiro episódio era intitulado The Mysterious Shadow. Como o lançamento de Judex foi adiado por causa da Primeira Guerra Mundial, The Shielding Shadow foi distribuído nos Estados Unidos antes de Judex. A produção da Gaumont, no entanto, conseguiu ser lançada na França antes de The Shielding Shadow (conhecido na França como Ravengar). Ambos os filmes parecem ter servido de inspiração para o personagem pulp americano The Shadow, que usa um traje semelhante ao de Judex e possui o poder da invisibilidade, como o protagonista de The Shielding Shadow.